# Donna perduta
Donna perduta (The Way of Lost Soul o The Woman He Scorned) è un film muto del 1929, sonorizzato nel 1930, diretto da Paul Czinner. Girato nel Regno Unito, in Inghilterra, ha come protagonista Pola Negri.

## Trama
Una prostituta si innamora del guardiano di un faro. Lei è Louise, detta semplicemente Lou, ed esercita il meretricio a beneficio del suo protettore – e presumibile amante – Maxim in un locale malfamato del porto. Nello stesso locale era capitato per caso, con la semplice intenzione di mangiare qualcosa, John, il guardiano del faro di una isoletta non lontana dalla terraferma, ma divisa da essa da un braccio di mare sovente arrabbiato. Qui Lou aveva insistentemente cercato di adescare John, giungendo a molestarlo, ma, quando fra la donna e Maxim, pure presente, era nato un diverbio e Lou era stata scaraventata a terra, John era intervenuto per difenderla, e aveva affrontato e messo fuori combattimento il protettore.
Sorpresa e compiaciuta che qualcuno avesse finalmente potuto tener testa al magnaccia, Lou aveva seguito John che si allontanava dalla taverna e lo aveva a lungo scongiurato di portarla con sé, ovunque andasse. Invano. John monta sulla sua barca a vela per tornarsene all'isola, quando monta una imprevista tempesta. La barca cappotta, John si ritrova fra i marosi aggrappato all'albero maestro sradicato dal fortunale, e sta per soccombere. Fa un disperato voto a Dio: "Se mi salvi, Signore, io salverò la più sfortunata delle tue creature!". Dio fa il primo passo, e l'uomo si salva. John compie dunque il secondo passo: lui e Lou si sposano.
Non sarà facile per la nuova coppia – ciascun componente della quale proviene da un ambiente radicalmente differente da quello dell'altro - trovare l'equilibrio, ma nel giro di tre mesi il ménage si stabilizza, e i due appaiono essere felici nella loro casetta sull'isola. Per l'anniversario trimensile John regala alla moglie una piccola barchetta a remi, battezzata "Louise", con la quale ella potrà recarsi al faro più facilmente che non percorrendo l'impervia via terrestre che si snoda fra le scogliere rocciose.
Lo stesso giorno Maxim viene fortuitamente a sapere del matrimonio di Lou, che nel frattempo aveva perso di vista, la rintraccia e la raggiunge a casa, chiedendo di poter nascondersi da lei perché la polizia era alle sue calcagna. Un'intrigante – o intraprendente – vicina di casa di Lou e John scopre che su Maxim, che ella aveva visto allontanarsi dalla casa, grava una pesante taglia per omicidio, e la caccia all'uomo ha inizio. La polizia interroga Lou, che nega di aver ospitato Maxim, e poi fa fagotto e – a bordo della "Louise" - si trasferisce al faro, perché il vicinato comincia a guardarla male. Racconta tutto a John, che le fa promettere di denunciare il criminale Maxim, qualora avesse ancora avuto contatti con lui, piuttosto che chiudersi in omertà.
Maxim intanto, perseguito dalle forze dell'ordine, si dirige proprio presso il faro. Qui incontra ancora Lou, che gli racconta della promessa fatta al marito di denunciarlo, e gli consiglia di fuggire da lì. John scopre i due in abboccamento, e giudica (erroneamente) che il loro rapporto erotico precedente non sia mai venuto meno: mentre lotta con Maxim grida, accecato dall'ira, alla donna: "Vattene, puttana!" Per Lou è uno shock: mentre la polizia ha raggiunto il fuggitivo, che trova la morte cadendo da un'alta scogliera, Lou si dirige verso la barca che porta il suo nome.
A bordo della "Louise", Lou fissa, piena di tristezza, i flutti marini.
Quando John si rende conto di aver esagerato nell'esprimere, poco prima, il giudizio sulla moglie, e si reca sulla riva, solo lo scafo vuoto della "Louise" vi appare arenato.

## Produzione
Il film fu prodotto dalla Charles Whittaker Productions e dall'Imperial Filmgesellschaft. Venne girato in Inghilterra, parte in Cornovaglia (a Mevagissey e a St Ives), parte negli Elstree Studios Borehamwood, nello Hertfordshire.

## Distribuzione
In Gran Bretagna il film uscì in versione muta nel maggio 1929. Lo stesso anno, fu distribuito anche in Germania dalla Bayerische Film con il titolo Die Straße der verlorenen Seelen. La Warner Bros. ne fece una riedizione sonorizzata che uscì nuovamente nel Regno Unito il 1º maggio 1930.
Nel 2002, la Grapevine lo ha distribuito in DVD / NTSC in una versione di 92 minuti, accompagnato da Move On, un cortometraggio del 1917 interpretato da Harold Lloyd.